# Hugh le Despenser (1286-1326)

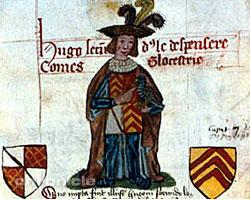
Hugh le Despenser de Jongere.

Hugh le Despenser, bijgenaamd de Jongere, (1286 - Hereford, 24 november 1326) was een Engelse hoveling en gunsteling van koning Eduard II van Engeland.

## Herkomst
Hij was de oudste zoon van Hugh le Despenser de Oudere uit diens huwelijk met Isabella, dochter van William de Beauchamp, graaf van Warwick. Zijn grootvader Hugh le Despenser, 1e baron le Despenser, sneuvelde als rebel in de Slag bij Evesham, waarna diens bezittingen in beslag werden genomen door koning Hendrik III van Engeland. In 1281 kreeg zijn vader de bezittingen van de familie terug en in 1295 werd hij als 2e baron le Despenser naar het Parlement geroepen.

## Opkomst in de landadel
Op 22 mei 1306 werd hij samen met de latere koning Eduard II van Engeland, toen nog prins van Wales, tot ridder geslagen. In hetzelfde jaar kreeg hij de toestemming om te huwen met Eleonora de Clare (1292-1337), dochter van Gilbert de Clare, graaf van Gloucester, en kleindochter van koning Eduard I van Engeland, wat waarschijnlijk een vergelijk was voor de schulden die de koning bij zijn vader had. Op dat moment was Despenser enkel de erfgenaam van een kleine baronie en bezat hij nog geen enkel bezit. Op 14 mei 1309 gaf de nieuwe koning Eduard II, een oom van zijn echtgenote, hem het landgoed Sutton in Norfolk, voorheen in het bezit van de Tempeliers. Op die manier verwierf hij een jaarlijks inkomen van 200 pond. Het jaar nadien schonk zijn vader hem landerijen in Cambridgeshire, Essex en Suffolk, die uit de erfenis van Hughs grootmoeder Alina Basset stamden. In 1313 begeleidde Despenser de Jongere Eduard II op zijn reis naar Frankrijk. Rond dezelfde periode werd hij de voogd van de minderjarige William Huntingfield. Deze functie en de daaraan verbonden inkomsten werden ook nagestreefd door graaf Thomas van Lancaster, wat aan de basis lag van de latere vijandschap tussen de Lancasters en de Despensers.

## Promotie tot magnaat
Nadat zijn schoonbroer Gilbert de Clare in juni 1314 sneuvelde in de Slag bij Bannockburn tegen de Schotten, was zijn echtgenote Eleonora, samen met haar zussen, een van de drie erfgenamen van de rijke bezittingen van de familie Clare. Gilberts weduwe Maud de Burgh beweerde echter zwanger te zijn, waardoor de verdeling van de erfenis vertraging opliep. Toen Maud uiteindelijk toch geen kind kreeg, bezette de ongeduldige Hugh, die nooit in de zwangerschap van zijn schoonzus geloofde, in mei 1315 Tonbridge Castle, die tot dan beheerd werd door de aartsbisschop van Canterbury. Een maand later moest hij het kasteel alweer afstaan aan de bisschop. Deze episode verduidelijkte dat Despenser een hebzuchtig man was die niet terugdeinsde voor geweld. 
De verdeling van de erfenis van de familie Clare liep in 1316 opnieuw vertraging op, door de opstand van Llywelyn Bren in het Welshe Glamorgan, dat tot de erfenis behoorde. Daarenboven moesten voor de beide jongere zussen van Eleonora, die allebei weduwe waren geworden, geschikte echtgenoten gevonden worden. In die tijd behoorde Despenser de Jongere samen met Roger d'Amory en Hugh de Audley tot een kleine groep hovelingen die hoog in de gunst van Eduard II stonden. Elisabeth de Clare werd uitgehuwelijkt aan Roger d'Amory, Margaretha de Clare, de weduwe van Piers Gaveston, huwde met Hugh de Audley. Toen de verdeling van de erfenis in november 1317 eindelijk plaatsvond, werd Despenser een beduidende magnaat, met een jaarinkomen van ongeveer 1.500 pond. Tot zijn erfdeel behoorde Glamorgan, waardoor hij macht verwierf in de Welsh Marches. Hij liet de koning de in de Tower of Londen opgesloten rebel Llywelyn Bren in 1318 aan hem overleveren, waarna hij hem zonder proces liet executeren. De bezittingen van Bren nam hij in beslag. Tegelijk begon Despenser de Jongere zijn bezittingen in Zuid-Wales uit te breiden, ten koste van de andere erfgenamen en naburige edelen. Nog voor Hugh de Audley bezit kon nemen over de heerlijkheid Wentloog, dat aan Glamorgan grensde, had Hugh zich de trouw verzekerd van de plaatselijke vazallen en kon hij, ondanks het aanvankelijke protest van de Engelse koning, het bezit over de baronie behouden. Uiteindelijk bevestigde de koning Despenser als heer van Wentloog en moest de Audley tevreden gesteld worden met een klein bezit in Engeland. Daarnaast begon hij ook een conflict in het zuidwesten van Wales, waar hij Dryslwyn Castle met de heerlijkheid Cantref Mawr geërfd had. Hij startte er onmiddellijk een grensconflict met baron John Giffard, de baron van het westelijk aangrenzende Cantref Bychan.

## Gunsteling van de koning
In oktober 1318 werd Despenser de Jongere door het Parlement benoemd tot Lord Chamberlain van het koninklijke huishouden. Als lid van het hof manoeuvreerde Hugh zich al snel in de gunst van Eduard II en wist hij d'Amory en d'Audley te verdringen. De voortrekking van Despenser herinnerde tijdgenoten aan de bevoorrechte positie van Piers Gaveston, een vroegere favoriet van de koning die in 1312 door de adellijke oppositie onder leiding van Thomas van Lancaster was geëxecuteerd. Als Lord Chamberlain had Despenser directe toegang tot de koning, terwijl hij anderen, zoals koningin Isabella, zoveel mogelijk uit de buurt van de koning probeerde te houden. Hij had weinig aandacht voor de geruchten dat hij en de koning een homoseksuele relatie hadden, wat ook de ronde deed over de koning en Piers Gaveston. Ongetwijfeld had hij een nauwe, vertrouwde band met de koning.

## Despenser War: verbanning en terugkeer
De spanningen tussen koning en adel, die de regeerperiode van Eduard II kenmerkten, werden door de voortrekking van Despenser, de mislukte veldtocht in Schotland in 1319 en de expansieneigingen van Hugh in de Welsh Marches verscherpt. Toen hij in 1320 de heerlijkheid Gower wilde kopen van de bankroete William de Braose, leidde dit tot weerstand van Welshe edelen onder leiding van Braoses schoonzoon John de Mowbray, die voor de erfenis vreesde. Leden van het bondgenootschap waren Roger Mortimer en Hugh de Audley. In oktober 1320 bezette Mowbray Gower. De koning intervenieerde en dwong Mowbray eind dat jaar Gower onder het beheer van de koning te stellen. Hierdoor vreesden de heren in de March vanaf toen niet alleen de ambities van Despenser, maar ook dat ze hun privileges zouden verliezen. 
Dit zou uitmonden in de zogenaamde Despenser War, waarbij een leger van Welshe edelen in mei 1321 zijn bezittingen in Zuid-Wales veroverde en plunderde. Graaf Thomas van Lancaster sloot zich bij de opstand aan. In augustus 1321 marcheerden de rebellen naar Londen. In het Parlement uitten ze zware beschuldigingen aan het adres van Despenser de Jongere en zijn vader: het aantasten van de koninklijke macht, het verhinderen van de toegang tot de koning, de inzet van corrupte ambtenaren en verduistering van bezittingen van Tempelierridders. Daarenboven werd de jonge Despenser beschuldigd van gerechtelijke moord op rebel Llywelyn Bren. Aymer de Valence, graaf van Pembroke en een van de gematigde edelen, riep de koning op om toe te geven aan de eisen van de rebellen en op 14 augustus stemde Eduard II in het Parlement in met de verbanning van de Despensers uit Engeland. Bovendien kregen de adellijke rebellen op 20 augustus genade van het Parlement voor hun wandaden tijdens de opstand.
Terwijl zijn vader naar het Zuid-Franse Gascogne, dat toen tot Engeland behoorde, trok, werd Despenser de Jongere actief in de piraterij. Vermoedelijk na bemiddeling van de koning werden hem in de Cinque Ports schepen ter beschikking gesteld. In Het Kanaal overviel hij een Genuees handelsschip, vermoordde de bemanning en plunderde de lading. Vervolgens viel Hugh Southampton aan. Rond dezelfde tijd werd hij in geheim gecontacteerd door Eduard II, die zich voorbereidde op een vergeldingsactie tegen de rebellen. De koning slaagde erin om de rebellen te verdelen en hen tegen elkaar te laten vechten. Korte tijd later riep hij een bisschoppenvergadering onder leiding van Walter Reynolds, aartsbisschop van Canterbury, samen, waarbij de slechts vijf aanwezige bisschoppen de verbanning van de Despensers ongeldig verklaarden, zodat de koning hun ballingschap op 8 december 1321 ophief. Nadat de koning in januari 1322 opnieuw de controle over de Welsh Marches had verworven, sloten de Despensers zich op 2 maart in Lichfield bij hem aan. Op 16 maart werd het leger van de overblijvende rebellen in de Slag bij Boroughbridge vernietigend verslagen. De graaf van Hereford sneuvelde, terwijl Lancaster en talrijke andere rebellen in gevangenschap belandden en geëxecuteerd werden.

## De tirannie van Eduard II en de Despensers
Na de onderdrukking van de adellijke oppositie bereikte de macht en de rijkdom van Despenser de Jongere een hoogtepunt. Zijn vader werd gepromoveerd tot graaf van Winchester, hij domineerde met hem de koninklijke macht en over zijn bezittingen in Wales regeerde hij quasi onbegrensd. De jonge Despenser beschikte over een netwerk van volgelingen die tegelijk koninklijke ambtenaren waren, waardoor hij een enorme invloed behield op de regeringszaken. Zijn tegenstanders en slachtoffers hadden weinig mogelijkheden tot aanspraken, aangezien de koninklijke beambten trouw waren aan Despenser. Hij maakte hier dan ook misbruik van door de bezittingen van de adellijke oppositie in beslag te nemen. 
Door de koninklijke gunst, het verbuigen van de wet en geweld breidde hij zijn bezittingen zodanig uit, dat hij uiteindelijk een jaarlijks inkomen van om en bij de 7.000 pond had. Alice de Lacy, de weduwe van Lancaster, moest landerijen aan hem afstaan en zelfs Maria van Saint-Pol, de weduwe van de loyale graaf van Pembroke, leed onder de grillen van Despenser de Jongere, met wier hulp hij de bezittingen van haar man in Zuid-Wales wilde verwerven. Zijn schoonzus Elisabeth de Clare, de weduwe van Roger d'Amory, moest in 1322 haar rijke baronie Usk aan hem afstaan, in ruil voor het leeggeplunderde Gower. Vervolgens overtuigde Hugh in 1324 de vorige eigenaar van Gower, William de Braose, om het gebied terug te vorderen. Nadat Elizabeth Gower had afgestaan aan Braose, schonk die het aan Hugh Despenser de Oudere, die het dan weer doorgaf aan zijn zoon. Daarenboven verwierf hij Striguil, Abergavenny, Cilgerran en Pembroke, zodat zijn domeinen in Zuid-Wales van de Wye tot de Teifi reikten.
Hij gebruikte zijn rijkdom voor de bouw van Caerphilly Castle en de verfraaiing van de Abdij van Tewkesbury. In Tewkesbury Abbey zijn glasschilderingen behouden die onder zijn weduwe en zoon werden afgewerkt. Deze beeldden Despenser af tussen Robert Fitzhamon en Gilbert de Clare, twee van zijn voorgangers als heerser van Gloucestershire. Andere afbeeldingen in koorbogen stellen de drie heren in het paradijs voor.

## Weerstand, val en dood
Door het falen van de koning bij conflicten in Gascogne en Schotland groeide de ontevredenheid over het willekeurbeleid van Despenser de Jongere. De zogenaamde Oorlog van Saint-Sardos in Gascogne tussen 1323-1325 was historisch gezien eerder onbelangrijk, maar had drastische gevolgen voor Eduard II en de Despensers. De koning was niet in staat of had geen zin zijn koninkrijk te verlaten om vrede te sluiten en stuurde in maart 1325 koningin Isabella, zus van koning Karel IV van Frankrijk, als bemiddelares naar Frankrijk. Isabella slaagde erin om een vredesakkoord te bekomen, waarbij Eduard II de Franse koning moest huldigen als leenheer van Gascogne. De koning wilde nog steeds niet naar Frankrijk reizen en liet zijn zoon en troonopvolger Eduard in zijn plaats Karel IV huldigen. Na de huldiging keerden zowel Isabella als Eduard echter niet terug naar Engeland. In januari 1326 schreef ze aan John de Stratford, de bisschop van Winchester, dat ze niet naar Engeland wilde gaan tot de Despensers van het koninklijk hof verwijderd waren. Despenser de Jongere moet de stijgende vijandigheid tegen zijn heerschappij gevoeld hebben, want kort daarna legde hij contact met de paus, met de mededeling dat hij zich bedreigd voelde door zwarte magie. In mei 1326 trokken twee pauselijke legaten naar Engeland om Despenser twee brieven te overhandigen. In de eerste brief werd hem bevolen om de verzoening tussen de koning en de koningin te ondersteunen, terwijl hem in de tweede werd aangeraden om betere relaties te onderhouden. De brieven waren de facto een bevel voor Despenser om het koninklijk hof te verlaten. De koning nam de legaten daarop gevangen en liet hen ondervragen in Dover Castle, waarna ze Engeland moesten verlaten.
Vanaf dan bereidden Eduard II en Despenser de Jongere zich voor op de verdediging van hun heerschappij. Thomas van Brotherton, de halfbroer van de koning, werd belast met de bewaking van de oostelijke kusten, maar liep uiteindelijk over naar de zijde van koningin Isabella en haar minnaar, de uit gevangenschap ontsnapte Roger Mortimer, die in september met een leger in Engeland landden. Vervolgens zag Despenser de Jongere, wiens heerschappij niet op loyaliteit gebaseerd was, de leden van zijn gevolg een voor een de zijde van de koningin kiezen. De macht van de koning en Despenser stuikte ineen. Op 2 oktober 1326 verlieten ze Londen en vluchtten ze naar Wales, waar enkele edelen, zoals Gruffydd Llwyd, hen tijdens de Despenser War doeltreffend gesteund hadden. Op 26 oktober waren ze in Cardiff, toen de troepen van Isabella Bristol innamen en Despensers vader gevangen namen. De koning en Despenser de Jongere vluchtten verder naar Caerphilly Castle, waar ze Despensers jonge zoon Hugh onder bescherming van het plaatselijke garnizoen plaatsten. Via de abdijen van Margam en Neath trokken ze verder westwaarts, totdat ze op 16 november met een klein gevolg bij Llantrisant gevangengenomen werden door graaf Hendrik van Lancaster. Despenser de Jongere werd overgebracht naar Hereford. Nadat hij zich in zijn cel tevergeefs probeerde dood te hongeren, werd hij als verrader ter dood veroordeeld. Op 24 november wachtte hem een gruwelijke executie: hij werd met brandnetels gekroond en middels hangen, trekken en vierendelen terechtgesteld.

## Begrafenis
Volgens middeleeuwse kronieken werd zijn hoofd tentoongesteld op London Bridge en werden de vier delen van zijn lijk naar Bristol, Dover, York en Newcastle gezonden. Pas in december 1330 kreeg zijn weduwe van koning Eduard III de toestemming om zijn lichamelijke resten te verzamelen en bij te zetten in Tewkesbury Abbey. Naar verluidt waren dit enkel zijn schedel, dijbeen en enkele wervels.

## Nakomelingen
Hugh le Despenser de Jongere en zijn echtgenote Eleonora de Clare kregen negen kinderen:
- Hugh (1308-1349), baron le Despenser en heer van Glamorgan.
- Gilbert (1309-1381)
- Edward (1310-1342)
- John (1311-1366)
- Isabel (1312-1356), huwde in 1321 met Richard Fitzalan, graaf van Surrey.
- Eleanor (1315-1351), zuster in de priorij van Sempringham.
- Joan (1317-1384), zuster in de priorij van Sempringham.
- Margaret (1319-1337), zuster in de priorij van Whatton.
- Elizabeth (1327-1389), huwde in 1338 met baron Maurice de Berkeley.